# 優雅 (台湾の歌手)
優雅（ゆうや、中国語: 尤雅、1953年12月18日 - ）は、台湾の歌手、女優である。本名は林 麗鴻（リン・レイホン）。1973年に来日し、翌年日本でのデビューを果たした。

## 人物・来歴
1953年（昭和28年）12月18日、台北市に生まれる。台北市立景美女子高級中学を卒業する。
中学生の頃から台湾語演歌歌手として活躍し、1967年（昭和42年）に台湾のレコード会社五虎唱片から出した『難忘的愛人』（高石かつ枝『南国エレジー』のカバー）や、『給無良心的人』（畠山みどり『無情念仏』のカバー）などがヒット。
1969年（昭和44年）に台北市内のホテルのステージで歌い、劉家昌に見いだされる。同年10月31日に開局したばかりの中国電視公司（CTV）の音楽番組『毎日一星』に出演する。1970年（昭和45年）、劉家昌が作曲、林煌坤が作詞した『往事只能回味』で、台北のレコード会社海山唱片から北京語アイドル歌手としてのデビューを果たす。1971年（昭和46年）には、同局のテレビドラマ『姉妹花』に主演し、たちまち鳳飛飛、テレサ・テンとならぶビッグアイドルとなり、当時香港の小学生であったジャッキー・チュンやアンディ・ラウらは、優雅を偶像視していたという。
1973年（昭和48年）、李行監督の映画『心有千千結』に出演、主題歌を歌う が、同年、父の勧めで日本に渡り作曲家の筒美京平に師事するとともに、CBSソニー（現在のソニー・ミュージックエンタテインメント）と契約、ホリプロダクション（現在のホリプロ）に所属する。翌1974年（昭和49年）3月21日、酒井政利のプロデュース、筒美が作曲し、筒美とともに同じCBSソニーのトップアイドル南沙織を手がける有馬三恵子が作詞したシングル『処女航海』で、日本でのデビューを果たす。当時のキャッチフレーズは「ときめきのユーヤ」であった。同年4月22日には、同曲でフジテレビの音楽番組『夜のヒットスタジオ』（第285回）に出演する。来日中に3枚のシングルと2枚のアルバムをリリース、同年一杯で台湾に帰国した。帰国後は、映画監督業に進出した恩師の劉家昌が監督する林青霞（ブリジット・リン）主演の映画に出演したり、主題歌・挿入歌等を歌った。
1986年（昭和61年）に発表した台湾語による『等無人』は、台湾や東南アジアの中華圏でヒットとなった。
2002年（平成14年）には、中華電視公司（CTS）のテレビドラマ『絶世双驕』に出演した。2007年（平成19年）には、アン・リー監督、トニー・レオン主演の香港・アメリカ合衆国合作映画『ラスト、コーション』にも出演した。

## ディスコグラフィ

### シングル
- 『往事只能回味』 : 作詞林煌坤、作曲劉家昌、海山唱片、1970年発売
- 『心有千千結』 : 1973年発売 - 同名の映画主題歌
- 『処女航海』 : 作詞有馬三恵子、作曲編曲筒美京平、 CBSソニー（B面『叶えてください』）、1974年3月21日発売
- 『胸さわぎ』 : 作詞有馬三恵子、作曲編曲筒美京平、CBSソニー（B面『新しい恋』）、1974年6月4日発売
- 『異国の風』 : 作詞有馬三恵子、作曲編曲筒美京平、CBSソニー（B面『わたしは舟』）、1974年10月発売
- 『等無人』 : 1986年発売

### アルバム
LP
- 『往事只能回味　愛人去不回』： 海山唱片、1971年発売
- 『処女航海 はじめまして優雅です』 : CBSソニー、1974年発売
- 『異国の風』 : CBSソニー、1974年発売

CD
- 『アイドル・ミラクルバイブルシリーズ 優雅 筒美京平を歌う アンド・モア』 : ソニー・ミュージックエンタテインメント、2003年12月3日発売

## フィルモグラフィ
Internet Movie Database、香港電影資料館ウェブサイト を参照した一覧である。原題は斜体とする。
- 姉妹花 : 中国電視公司、テレビドラマ、1971年
- 淘氣三千金 : 監督梁哲夫、1972年 - テレサ・テン、鳳飛飛とともに歌
- 心有千千結 : 監督李行、主演石修、1973年 - 出演・主題歌
- 雲飄飄 : 監督劉家昌、主演林青霞、1974年 - 主題歌
- 煙雨 : 監督劉家昌、主演林青霞、ジュディ・オング、1975年 - 出演
- 臺北六十六 : 監督劉家昌、1975年 - 出演・歌
- 沙灘上的月亮 : 監督白景瑞、主演林青霞 - 歌
- 『絶世双驕』 絕世雙驕 : 中華電視公司、テレビドラマ、2002年
- 『ラスト、コーション』 色，戒 : 監督アン・リー、主演トニー・レオン、2007年